# Augie Díaz
Augie Diaz, nombre por el que es mundialmente conocido Agustín Gilberto Díaz, nacido el 6 de junio de 1954 en La Habana (Cuba), es un regatista estadounidense.
Comenzó a competir en vela ligera a los 8 años, en la clase internacional Optimist, cuando su familia emigró desde Cuba a Clearwater (Florida). Su padre, Gonzalo Díaz, había sido campeón nacional cubano, subcampeón del mundo, y medalla de plata en los Juegos Panamericanos de 1959 con el equipo de Cuba.
Se tituló en ingeniería mecánica en la Universidad Tulane en el año 1977, tras haber destacado en el equipo de vela de la universidad (Tulane Green Wave), con el que ganó el Trofeo Leonard M. Fowle en 1974. Ese mismo año fue elegido mejor regatista universitario estadounidense. Fue seleccionado para el equipo All-American de la ICSA en 1973, 1974 y 1975.
Venció en diferentes competiciones de las clases Laser, Star y Snipe, destacando sus dos campeonatos del mundo en Snipe (2003 y 2005) y su campeonato del mundo en Star (2016). En Snipe también fue campeón del Hemisferio Occidental y Oriente en 1972 y 2002; de América del Norte en 1974, 2004, 2006, 2007, 2008 y 2013; de América del Sur en 2025; y de Estados Unidos en 1974, 1980, 2001, 2002, 2006, 2008, 2009, 2010, 2011, 2018 y 2025.
En 2003 fue nombrado regatista ROLEX estadounidense del año
En categoría máster (veteranos), ganó cuatro campeonatos del mundo en la clase snipe, en 2002, 2004, 2006 y 2012, y un campeonato de América del Norte en la clase laser en 2002.

## Juegos Panamericanos
- Medalla de Plata en Cali 1971
- Medalla de Plata en Puerto Vallarta 2011
- Medalla de Bronce en Toronto 2015